# Igreja de Nossa Senhora da Penha de França (Água Retorta)

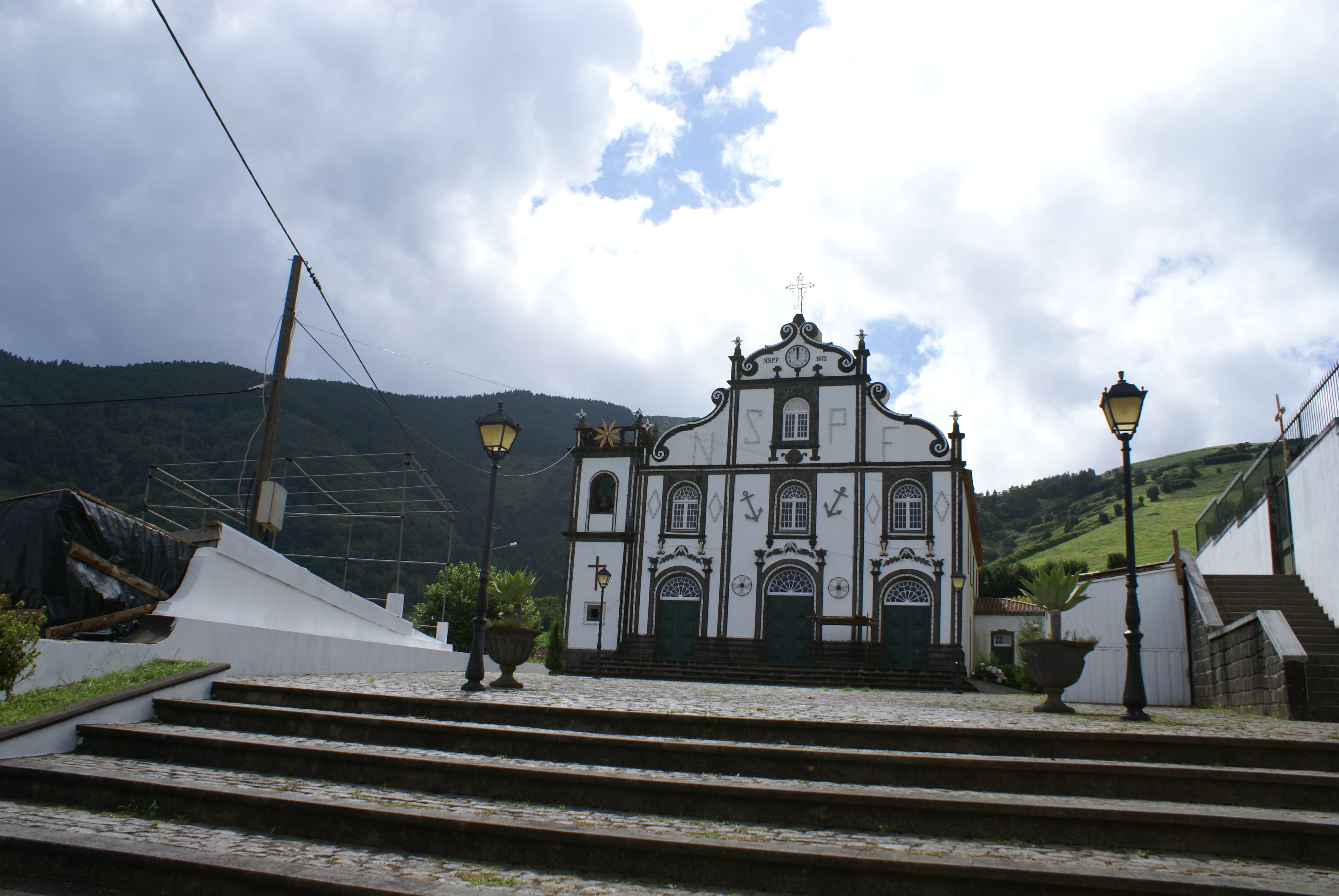
Igreja de Nossa Senhora da Penha de França.

A Igreja de Nossa Senhora da Penha de França é um templo português localizado na freguesia de Água Retorta, Vila da Povoação, ilha de São Miguel, arquipélago dos Açores.
Este templo foi edificado em os anos de 1871 e 1885, sendo que a sua torre sineira é mais antiga do que o templo actualmente existente já que é uma reminiscência de uma ermida que aqui existia sob a mesma invocação e cuja fundação datava do século XVII.
Esta igreja apresenta bom trabalho em cantaria de basalto com acabamentos em alvenaria que foi pintada a branco. É de destacar os trabalhos em pedra efectuados junto das portas, janelas e da torre sineira.
O interior com a imagem de Nossa Senhora da Penha de França no altar-mor apresenta bons acabamentos.